# 董吉顺
董吉顺（1950年3月—2015年10月29日），山东蓬莱人，中华人民共和国政治人物。

## 生平
1968年3月入伍，1969年10月加入中国共产党。1996年8月，任陆军第38集团军113师政委。2001年3月，任内蒙古军区副政治委员。2001年11月，任北京卫戍区政治部主任。2002年9月，任北京卫戍区副政委兼政治部主任。2002年12月，任北京卫戍区副政委。2003年7月晋升为少将军衔。2005年5月，任北京卫戍区政委、党委副书记。2006年12月，任总政治部直属工作部政委，中央军委巡视组书记。2010年1月，任中国人民解放军军乐团赴澳代表团团长。2015年10月29日，因病医治无效，在北京逝世，享年65岁。